# Resolució 1364 del Consell de Seguretat de les Nacions Unides
La Resolució 1364 del Consell de Seguretat de les Nacions Unides fou adoptada per unanimitat el 31 de juliol de 2001. Després de reafirmar totes les resolucions sobre Abkhàzia i Geòrgia, particularment la 1339 (2000), el Consell va ampliar el mandat de la Missió d'Observació de les Nacions Unides a Geòrgia (UNOMIG) fins al 31 de juliol de 2002.
En el preàmbul de la resolució, el Consell va destacar que la manca de progrés en un acord entre ambdues parts era inacceptable. Li preocupava que les negociacions haguessin estat interrompudes per assassinats i incidents de presa d'ostatges a les regions de Gali i Gulripsh, i a Primorsk a principis de 2001.
El Consell de Seguretat va lamentar el deteriorament de la situació a la zona del conflicte a causa de la violència, la presa d'ostatges, la delinqüència i la presència de grups armats il·legals que amenaçaven el procés de pau. Ambdues parts, especialment al costat abkhaz, van ser convocades per posar fi al bloqueig en les discussions i negociar sobre els problemes centrals del conflicte. També va insistir que les parts treballessin per aclarir aquests incidents, assegurar l'alliberament d'ostatges i portar a la justícia als responsables.
La resolució va reafirmar la inacceptabilitat dels canvis demogràfics derivats del conflicte i que tots els refugiats tenien dret a tornar. Es van condemnar totes les violacions de l'Acord sobre Alto el Foc i Separació de Forces de 1994, en particular els exercicis militars realitzats al juny i juliol de 2001 per Geòrgia i Abkhàzia. Hi havia preocupació per l'augment de les restriccions a la llibertat de moviment de les forces de la UNOMIG, les forces de pau de la Comunitat d'Estats Independents i d'altres persones, i el Consell va recordar a les parts que es responsabilitzaven de la seguretat i la integritat del personal.
Finalment, es va demanar al secretari general Kofi Annan que mantingués informat regularment al Consell sobre els esdeveniments i que informés en un termini de tres mesos sobre la situació.